# クロザクロ
『クロザクロ』は、夏目義徳の漫画作品。小学館の雑誌『週刊少年サンデー』にて2004年35号から2006年1号まで連載された。

## あらすじ
「他人が傷つくくらいなら自分が傷ついた方がいい」と思っているいじめられっ子高校生・桜井幹人は、ある日、ひょんな事から謎の「種」が体内に入り、夢の中で謎の子供・ザクロに出会う。ザクロに望みを聞かれ、「強くなりたい」と望んだ幹人は、代わりにザクロの後ろに生えている木を花でいっぱいにするという謎の指令を言い渡される。翌朝から、幹人は身体能力が向上し、怒りっぽくなり、しまいには人すら食料に思えてしまう。それは、人を喰う鬼「傀牙(オーガ)」となる前兆であった。

## 登場人物

### 主要人物
桜井 幹人（さくらい みきと）
本作の主人公。人の痛みが分かる心優しい性格だが、それが災いしていじめの標的にされている高校1年生。ある日から、ザクロの「種」が体内に入ったことで、人間より上の存在といわれる鬼・「傀牙」になりつつあり、当初は無意識に不良を痛めつけたり、人間を見て肉と思ったりしてしまうこともあった。元の人間に戻るため、傀牙の出所を調査しようとする九蓋に同行することになり、やがて、傀牙より上の存在（作品中のあらすじでは、上位種と呼ばれている）との戦いに身を投じていくことになる。審判直前にザクロが種を取り出した事により人間に戻り、「人を救いたい」という願いが全てを救う。審判後は家へと戻り、また普通の生活を送ることとなった。
ザクロ
幹人を傀牙へと変えた種の持ち主。上位種。昔、退屈しのぎに人間を滅ぼそうとしたが、他の上位種6人との戦いに敗れ、イチイに角を斬り落とされて、子供の姿にされ、異空間へ封印された。ザクロの種が幹人の体内に入ったことにより、睡眠中など、幹人が無意識になっている場合のみ、彼と意思を繋げて会話することができる。異空間内に大きな木を構え、ザクロの種を持つ者が強い思いを掲げることによってその木に咲く「花」をエネルギー源としている。他の上位種が力を振るうことで、異空間に出来た隙間から力を放出することができ、それにより幹人の体を自らの姿へと変えて戦う。審判直前完全に力を取り戻し、幹人の人間たちを守りたいという願いに応え、大地の目覚めをカリンと共に止め、全ての力を失い大樹と化す。その後の幹人の夢の中に現れ、他の上位種たちと共に幹人にメッセージを伝えて去っていった。
九蓋（くがい）
蒐集者の1人。2つ1組の武具を持つ。クールな性格だがかなり頑固で、内に秘めた正義感は誰よりも強い。「人を傀牙から守りたい」という一途な願いから、自ら蒐集者に志願した。そのために自らが人間であることを心に決め、武具の侵食を拒んできたため、他の蒐集者と違い体は生身の人間のままである。傀牙となりながらも理性を保ち続ける幹人に目をつけ、傀牙の秘密を導き出すために彼と同行する。御形とは旧友。イチイの剣を手にして自分を追ってきた薊の想いを受け止め、自ら剣を振るって戦いクエンを倒すも、その代償に視力を失った。審判後は薊と共に生きている。
姫葉 薊（ひめは あざみ）
蒐集者の1人。小さな武具を持つ。幼い頃傀牙に両親を殺され、それ以降九蓋のもとで修行していたが、九蓋と幹人が旅立つ際に置いて行かれた。後に敬愛する九蓋に近付くため力を求め、イチイの剣の適合者として選ばれ新しい“芒”として選ばれる。剣の意思に操られていたが、審判後は自我を取り戻し、その後九蓋と共に生きている。

### 「白爪」
御形（ごぎょう）
蒐集者の1人。蒐集者の中で生まれ育ち、傀牙を探知する特別な眼・蛇合眼（じゃごうがん）の適合者として選ばれ、右眼にそれを埋め込まれている。それゆえ忌み嫌われながら育ち、その結果集団の中で波風立てず生きてきたが、誰よりもまっすぐな魂を持つ九蓋と出会い、親友のような間柄となる。規律を乱す蒐集者達を始末するなどの仕事を請け負う集団・「白爪」（しろつめ）の一人であり、独断で担当地区を離れた九蓋を助けるため彼と合流。そして幹人の正体を知り、傀牙や蒐集者の秘密を知るために、残りの白爪を集めて彼らと同行する。大型の斧型武具を好んで使うが、それゆえ体への武具の侵食はかなり進んでいる。審判後、イチイに眼を癒され、自分探しの一人旅をする。
芹（せり）
「白爪」の一人。かなり熱い性格。爪型の武具を愛用し、全身を武具に侵食させることにより、身体を獣人のように変化させ、身体能力を大幅に向上させる能力を得た。御形に同行し、蒐集者の本部や上位種達と戦うことを選択する。大量の知能の高い傀牙を1人で相手にした事により死亡。昔、傀牙に両親を殺され、その傀牙を倒した蒐集者に引き取られて蒐集者になったという過去がある。
薺（なずな）
「白爪」の一人。性格は冷静沈着。十字のブーメラン型武具を愛用する。御形に同行し、蒐集者の本部や上位種達と戦うことを選択した。
菘（すずな）
「白爪」の一人。蘿蔔とコンビを組み、2人の力を集中させることで、愛用しているパンダのぬいぐるみに岩を纏わせ操る能力を持つ。審判後は、蘿蔔や蔓と共にどこかの畑で働いている。
蘿蔔（すずしろ）
「白爪」の一人。菘とコンビを組み、2人の力を集中させることで、愛用しているパンダのぬいぐるみに岩を纏わせ操る能力を持つ。審判後は、菘や蔓と共にどこかの畑で働いている。
繁縷（はこべら）
「白爪」の一人。「蒐集者の本部を敵に回すことは分が悪い」と判断し、御形たちとは別行動をとるが、幹人を狙っていた葛、女郎花を倒したことにより参戦。その後芹の最期を看取る。飛針型の武具を愛用している。審判後は仏ノ座と共に行動している。
仏ノ座（ほとけのざ）
「白爪」の一人。「蒐集者の本部を敵に回すことは分が悪い」と判断し、御形たちとは別行動をとるが、アケビの放った傀牙との戦いの中で、幹人を見失った九蓋たちを幹人のいるアケビの元へ導いた。審判後は繁縷と共に行動している。

### 「黒棘」
萩（はぎ）
規律を乱す蒐集者達を始末するなどの仕事を請け負う、もう一つの暗殺集団・「黒棘」（くろとげ）の一人。外見は気の弱そうな優男だが、つかみどころがなく、レイシによって傀牙へと変えられてしまった仲間・芒を何のためらいもなく瞬殺するなど、冷酷な一面を持つ。伸縮自在の刀型武具を愛用し、獣人化した芹をも一瞬で切り刻んでしまうほどの実力を持つ。本部の命を受け白爪の始末と幹人の奪還へと向かうが、影から彼らを監視することに。上位種と戦うためにイチイから剣を受け取り、適合者として薊を選ぶ。審判後は、他の黒棘と共に政治の闇に投じる。
なお、読者の「おぎやはぎの矢作兼がモデルか？」という質問に対し作者は「モデルは4様」と冗談をめかしつつ回答している。
藤袴（ふじばかま）
「黒棘」の一人。萩曰く「シャイな性格」で、黒マントを全身に羽織っているが、戦い方は大鎌型の武具をブンブン振り回すなど、大変攻撃的。萩とともに白爪の始末へ向かうが、獣人化した芹の一撃を受け敗れる。
芒（すすき）
「黒棘」の一人。性格はキザで女好き。方天戟型の武具を見事に操り、九蓋や薺の2人を圧倒するほどの実力を見せる。萩とともに幹人の奪還に向かうがそこでレイシと遭遇。戦闘欲のまま立ち向かうが一瞬で致命傷を負わされてしまった。その後レイシによって傀牙の種を埋め込まれ九蓋達と戦うが、萩によって倒された。なお、この“芒”の死後は、イチイの剣を扱う事のできた薊が新しい“芒”として選ばれた。
撫子（なでしこ）
「黒棘」の一人。幹部らに恩を売ることを目論む。審判後は萩と共に行動している。
葛（くず）
「黒棘」の一人。萩の命令により女郎花と共に幹人を追っていたが、繁縷により倒される。審判後は萩と共に行動している。
女郎花（おみなえし）
「黒棘」の一人。萩の命令により葛と共に幹人を追っていたが、繁縷により倒される。

### 上位種
スグリ
上位種の一人。上位種の中では末席で、ザクロを封印する際も戦闘には参加することを許されなかった。欲望のまま勝手に傀牙を増やし食べていたため、それが九蓋の疑念を呼ぶ結果となった。カリンの命によりザクロの種を持つ幹人を始末するため動くが、ザクロの力を受け木へと変えられてしまった。
カリン
上位種の一人。スグリの保護者的存在であった。流れの中の人間の可能性を感じ、ザクロの種の適合者となる人間と、その人間からザクロが学び取ることを見極めるため、ザクロの種を1つだけ残しておいた。全ての生命をリセットすることを目論み、ザクロのツノを火山に埋め込み生命に対する審判を行うが、ザクロの選択を受け入れ彼と共にツノの威力を鎮め大樹と化す。
レイシ
上位種の一人。昔、他の上位種とともにザクロと戦い力を封印した。性格は冷静沈着で理性的。風を自在に操る力を持つ。自らの欲求よりも世界の秩序を重んじる意志の強さを持っているが、その心の奥底では、生き物が当然持っている凶暴性が自らの中に存在することを拒んでおり、何百年もの間それを押さえ続けていた。しかしそれにより凶暴性はレイシの心の中に蓄積され、膨れ上がり、やがて本来のレイシとは別の人格へと育っていってしまった。レイシの凶暴性はザクロの力を利用して、この世界の支配者となることを目論み、ザクロの種を持つ幹人の下を訪れる。そして幹人をめぐって蒐集者達とも戦うが、戦いの中、萩の一撃を受けたことにより、左半身が黒い凶暴性の象徴であるレイシと、右半身の白い理性の象徴であるレイシの別々の身体へと分離してしまい、黒のレイシは凶暴性を解き放ち暴れるが、白のレイシはここで改めて自分の凶暴性を自覚した。白のレイシはこの世界を救うために自らの存在を消し去ることを選択し、ザクロと協力して黒のレイシを撃破した後、ザクロに自らの角を託して消滅していった。
アケビ
上位種の一人。昔、レイシらとともにザクロを封印した。誇り高き女戦士で、炎を自在に操る力を持つ。次なる世界を作るものを決めるため、知能の高い傀牙を大量に作り出し巨大な組織を形成している。大昔の戦いで斬りおとされたザクロのツノを保管していた一人。幹人との戦いでツノを奪われ、それにより貫かれ敗北。
クエン
上位種の一人。昔、レイシらとともにザクロを封印した。雷を自在に操る力を持つ。僧侶のような風貌をしている。大昔の戦いで斬り落とされたザクロの角を装備しており、次なる世界の糧としてを傀牙を凌ぐ儡牙を作り出し、人間を消し去ろうと目論むも、イチイの剣を使いこなした九蓋によってツノを切られ、九蓋と御形の前に敗北した。
イチイ
上位種の一人。昔、ザクロとの戦いで彼のツノを切り落とした。能力は未知数だが、ザクロに気づかれずにツノを切り落とし、御形の攻撃を素手で受け止めていた。表向きは黄櫨（はぜ）という名の人間として、長い間自ら人間と直接関わりを持っていた（ザクロにはその存在すら知られていなかった）。傀牙と人間の勢力バランスを微調整させるため、傀牙の存在を知る人間を集めて蒐集者組織を結成し、自らリーダーとして仮面の最高幹部達を束ねている。また秘密組織の地下深くで、蒐集者達の集めてきた傀牙の種を栄養源とする謎の巨大樹を弟子に育てさせ、この樹を原料とし、自らの魂を少しずつ吹き込んで武具を開発している。流れの中で人間に自分達以上の可能性を感じ、ザクロのツノを切断した剣を萩に渡した。審判後、その剣が自分の残りの命を使って製作したことを話し、花の様に散る。

### その他
菊岡 咲（きくおか さき）
幹人の幼馴染。幹人は咲を怒らせたり傷つけたりしたくない一心で強さを願った。
桜井 梢枝（さくらい こずえ）
幹人の妹。生意気な態度だが実は兄想い。体重が増えることを気にし、いつも朝食を抜くなどの体に悪いダイエットをしている。傀牙化した幹人と傀牙の戦いを目の当たりにしたが、幹人を想って、帰りを待つことを選択した。
榧（かや）
蒐集者の1人で、特別な蒐集者。鞭型の武具を持つ。可憐な見た目に合わず傀牙退治よりも違反した蒐集者を狩る方を好むサディスト。丁字曰く、「傀牙よりも怖い」。
丁字（ちょうじ）
蒐集者の1人で、特別な蒐集者。輪の形をした拘束武具を持つ。愛情溢れるオカマで、人間離れした怪力を持つ。審判後はカリスマメイクとして活躍。
蔓（かずら）
イチイの弟子で、秘密組織の地下深くで武具の原料の巨大樹を世話していた。訛りの強い口調で、前髪で右目が隠れている。審判後は、菘や蘿蔔と共にどこかの畑で働いている。

## 用語解説
傀牙（オーガ）
人間を捕食する、人間よりも上の存在。人間の体内に傀牙の種が入ることで、人間は傀牙になる。種を入れられたものは、運動能力や視力などが急激に上昇し、攻撃的な性格になり、異常に食欲が増すようになり、成熟するにつれ理性を失い怪物の姿となり、本能のみで動くようになる。しかし、上位種が意図すれば、その性質を変えることが出来る。上手く身体から種を取り出せば傀牙は人間に戻るが、種を強引に取り出すと人間と共に死亡する。
儡牙（ライガ）
人間を必要としない世界を作ろうと目論む上位種の1人・クエンの力によって岩から作り出された、傀牙よりも強力な存在。傀牙と違い人間を捕食する必要が無い上、周りの岩からいくらでも作り出す事ができる。それゆえ彼らは傀牙の種を持っていない。中には巨大なものもいた。
傀牙の種
人間の体内に入るとその人間を傀牙にする物体。ガラス玉に怪物の人形が入ったような形をしており、この人形により傀牙の姿かたちが決められる。なお、上位種・アケビの生み出した知能の高い傀牙は体内に種を複数持つ。
上位種
傀牙を生み出している張本人。傀牙を「家畜」と言い、成熟した傀牙の種を食糧としている。7人おり、それぞれ特殊な技を持っている。ザクロ以外の6人は、ザクロが暴走した際、わざとザクロに自分達の力を吸収させ、力がつまったツノを切り落として、その力で次の時代を作るかどうかを考えていた。しかし答えは出ず、人間達が更に勢力を拡大させた時、ザクロの蒔いた傀牙の種がまだ残っている事が発覚（実際にはカリンが故意に残しておいた）。その際、「ザクロの力を手にした者が、その力で次の時代を作る」というルールを作った。
蒐集者（ハンター）
傀牙の種を取り出し、新たな傀牙の誕生を防ぐ職業。それぞれ異なった武具を装備して長い間傀牙と渡り合ってきた。武具の浸食により、徐々に自分も傀牙と化していく運命である（武具の浸食を拒んでいた九蓋は例外）。蒐集者組織のリーダー・黄櫨は、ザクロのツノを切り落とした上位種の一人・イチイの人間時の姿である。
「白爪（シロツメ）」「黒棘（クロトゲ）」
蒐集者組織で規律を乱す蒐集者達を始末するなどの仕事を請け負う暗殺集団。「白爪」が表であり、その名と姿で組織内の蒐集者に畏怖されるのが目的なのに対して「黒棘」は裏であり、目撃した者はすべて処分して情報を秘匿している。
武具
蒐集者が装備し、傀牙を倒すことができる武器。イチイの手で、傀牙の種を栄養に育った謎の巨大樹を原料として造られていた。蒐集者に使われる度に蒐集者の体を浸食し、蒐集者を傀牙に変えていく。また、「黒棘」の使う武具は通常の武具を侵食し破壊する特性を持つ。

## 既刊一覧
- 1巻 2004年11月18日発行 ISBN 978-4-0912-7241-6
- 2巻 2005年2月18日発行 ISBN 978-4-0912-7242-3
- 3巻 2005年4月18日発行 ISBN 978-4-0912-7243-0
- 4巻 2005年7月18日発行 ISBN 978-4-0912-7244-7
- 5巻 2005年9月16日発行 ISBN 978-4-0912-7245-4
- 6巻 2005年12月15日発行 ISBN 978-4-0912-7246-1
- 7巻 2006年2月17日発行 ISBN 978-4-0912-0108-9